# Jacob Aaron Estes
Jacob Aaron Estes (6 de Setembro de 1972, Tulare, Califórnia) é um diretor e roteirista estadunidense.

## Biografia
Foi professor de teatro na University of California, Santa Cruz.
Cursou Direção Cinematográfica no American Film Institute, período em que escreveu e dirigiu diversos curta-metragens.
Seu primeiro longa-metragem foi Mean Creek (No Brasil, "Quase um Segredo"), lançado em 2004.